# Robert V de Dreux
Pour les articles homonymes, voir Robert V et Robert de Dreux.
Robert V de Dreux, né en 1293, mort en 1327, comte de Dreux et de Braine, fils de Jean II, comte de Dreux, et de Jeanne de Beaujeu.
Il épouse en 1321 Marie, fille de Gautier II, seigneur d'Enghien. Il mourut sans postérité de ce mariage et son frère lui succéda.